# Plectris puberoides
Plectris puberoides är en skalbaggsart som beskrevs av Frey 1976. Plectris puberoides ingår i släktet Plectris och familjen Melolonthidae. Inga underarter finns listade i Catalogue of Life.